# Oligonicella punctulata
Oligonicella punctulata är en bönsyrseart som beskrevs av Henri Saussure och Leo Zehntner 1894. Oligonicella punctulata ingår i släktet Oligonicella och familjen Thespidae. Inga underarter finns listade i Catalogue of Life.